# 科韋鎮區 (北卡羅萊納州梅肯縣)
科韋鎮區（英語：Cowee Township）是位於美國北卡羅萊納州梅肯縣的一個鎮區。

## 地方資料
科韋鎮區的面積為118.88平方千米，皆為陸地。根據2020年美國人口普查的數據，當地共有人口3378人，而人口密度為每平方千米28.42人。